# النقود في فم الأسماك

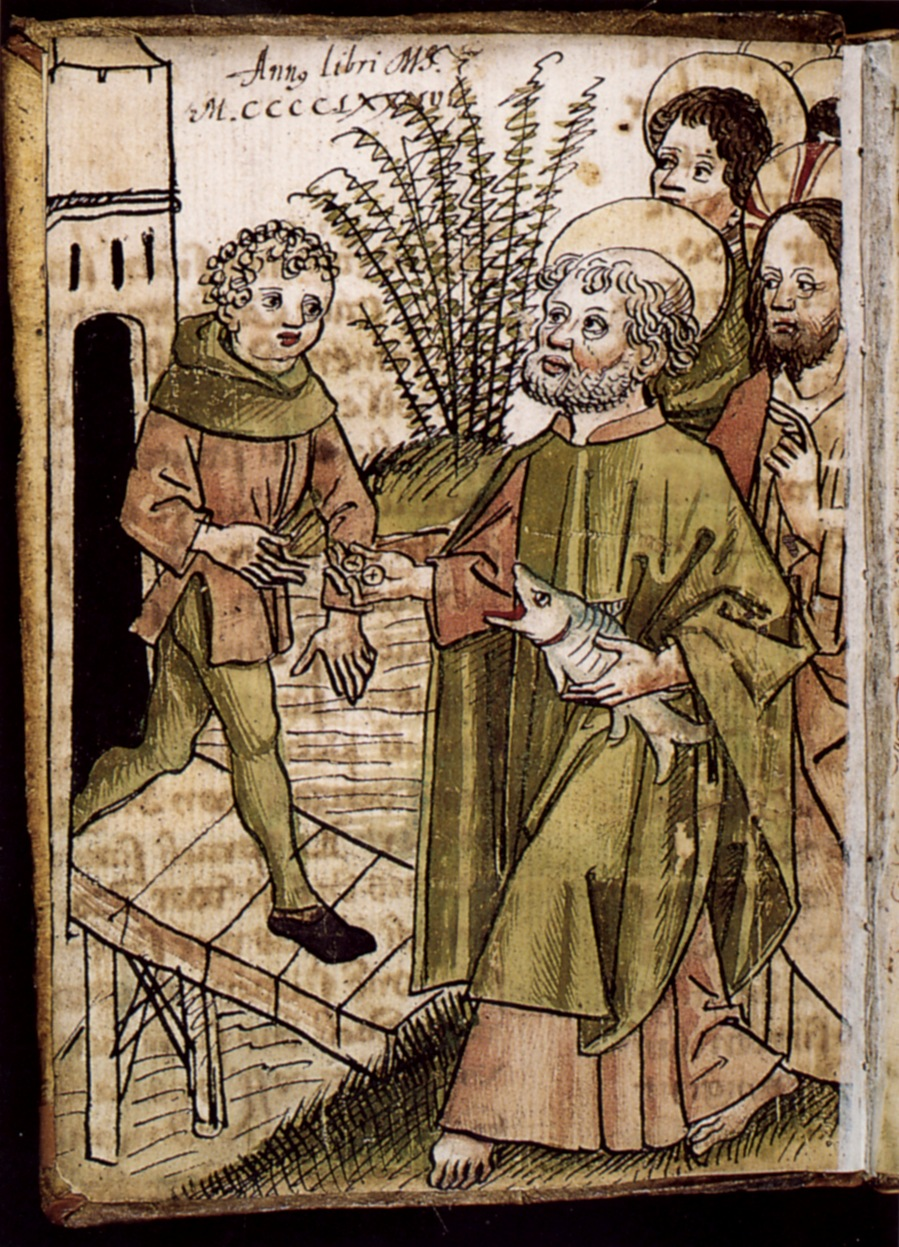
دفع الرسول بطرس ضريبة المعبد بعملة معدنية من فم السمكة بواسطة Augustin Tünger، 1486.

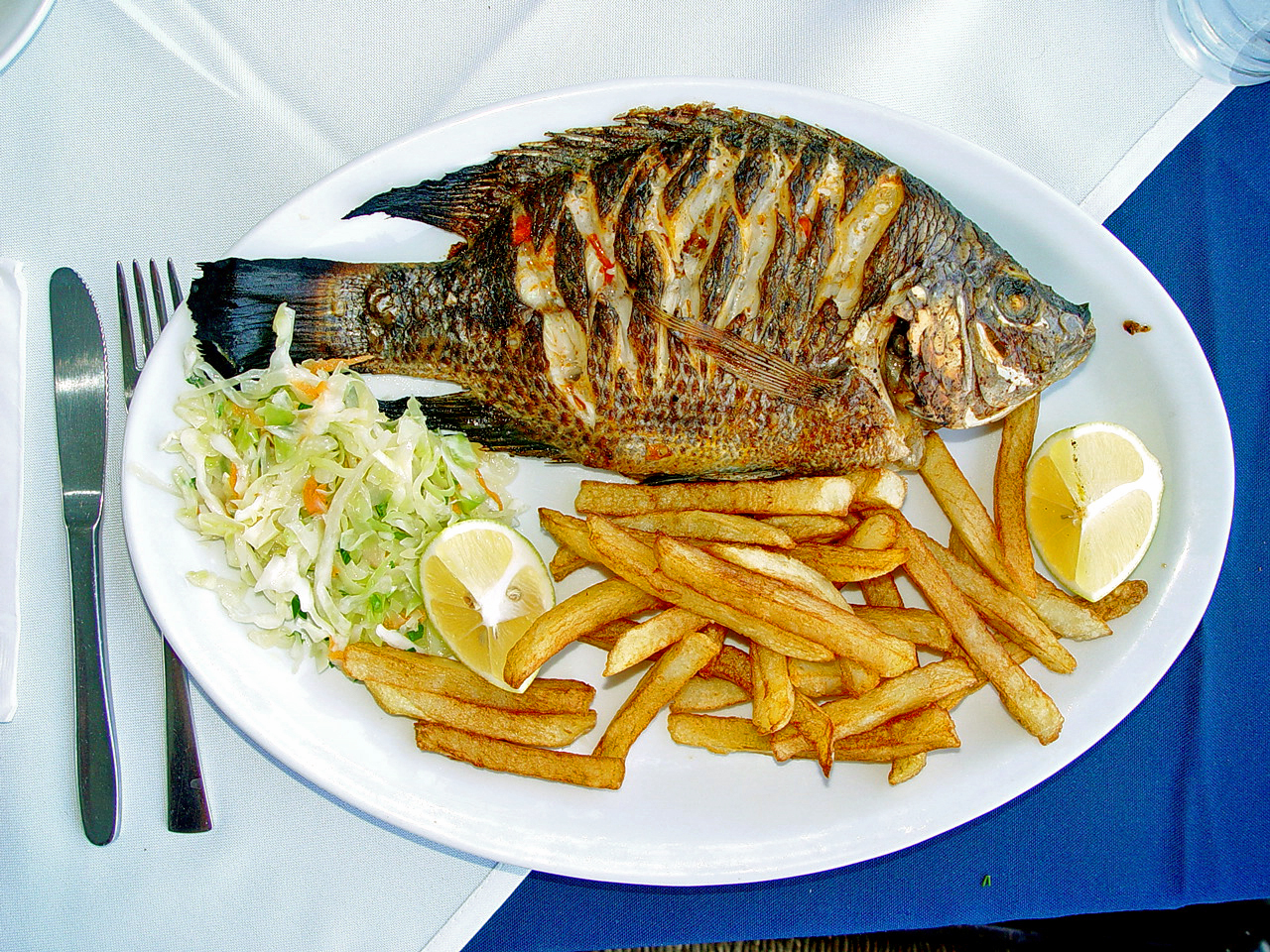
البلطي زيلي (" سمك القديس بطرس ")، يقدم في مطعم طبريا.

النقود في فم الأسماك هي إحدى معجزات السيد المسيح، التي تم سردها في إنجيل Matthew 17:24–27.

## حسابات الكتاب المقدس
في رواية الإنجيل، في كفرناحوم، يسأل جامعو ضريبة هيكل الدراخما بطرس عما إذا كان يسوع يدفع الضريبة، فيجيب ذلك. عندما عاد بطرس إلى المكان الذي يقيمون فيه، تحدث يسوع عن الأمر، متسائلاً رأيه: «ممن يجمع ملوك الأرض الرسوم والضرائب - من أبنائهم أم من الآخرين؟» يجيب بطرس: «من الآخرين»، فيجيب يسوع: «إذن الأطفال معفى. ولكن لئلا نتسبب في عثرة، اذهب إلى البحيرة (بحر الجليل) وألق صنارة. خذ أول سمكة تصطادها؛ افتح فمه وستجد إِسْتَاراً. خذها واعطها لهم مقابل ضرائبي وضريبك».

## تحليل
تنتهي القصة عند هذه النقطة، دون أن يذكر أن بطرس اصطاد السمكة كما تنبأ يسوع.
ستكون العملة ذات الأربع دراخما (أو الشيكل) كافية تمامًا لدفع ضريبة المعبد (عملة الدراخما) لشخصين. عادة ما يُعتقد أنه شيكل صور.
يُنظر عمومًا إلى العملة المعدنية الموجودة في فم السمكة على أنها عمل أو علامة رمزية، ولكن لا يوجد اتفاق يذكر فيما يتعلق بما تدل عليه.
لا يحدد الكتاب المقدس أنواع الأسماك التي اصطادها بطرس، ولكن يشار أحيانًا إلى البلطي باسم «أسماك القديس بطرس».[بحاجة لمصدر]